# Exocentrus seriatus
Exocentrus seriatus är en skalbaggsart som beskrevs av Jordan 1903. Exocentrus seriatus ingår i släktet Exocentrus och familjen långhorningar. Inga underarter finns listade i Catalogue of Life.